# La Défense (sculpture)
Pour les articles homonymes, voir Défense.
La Défense (également connue sous le nom d'Appel aux armes) est une sculpture d'Auguste Rodin. C'est, à l'origine, un projet réalisé par l'artiste en 1879 en réponse à l'appel de l'État pour un Monument à la défense de Paris commémorant le siège de Paris et destiné au rond-point de Courbevoie (c'est Barrias qui sera sélectionné et réalisera La Défense de Paris, œuvre qui, incidemment, donnera plus tard son nom au quartier d'affaires de La Défense).
La sculpture en bronze de la collection de sculptures commémoratives Evan H. Roberts du Portland Art Museum a été modelée en 1879 et coulée vers 1910. Elle mesure 44 pouces sur 23 pouces sur 16 pouces.
À Verdun, dans le Monument de la Hollande amie figure un agrandissement au quadruple de cette sculpture, réalisé par Henri Lebossé.